# Михаловский, Дмитрий Лаврентьевич
Дмитрий Лаврентьевич Михаловский (1828—1905) — российский поэт и переводчик.

## Биография
Окончил юридический факультет Императорского Санкт-Петербургского университета (1848), служил на Кавказе, потом состоял при министерстве финансов.
Дебютировал в «Современнике» (1857) переводом поэмы Джорджа Байрона «Мазепа». В дальнейшем публиковал ещё переводы из Байрона, Шекспира («Ромео и Джульетта», «Юлий Цезарь», «Антоний и Клеопатра»), Лонгфелло («Песнь о Гайавате»), отдельные стихотворения Эдгара По, Николауса Ленау, Бодлера, Сюлли-Прюдома и др.; избранные переводы Михаловского были опубликованы в 1876 г. с библиографической статьёй Н. В. Гербеля. Переводил также художественную прозу (в том числе первая русская публикация рассказов Эдгара По «Сердце-обличитель», «Чёрный кот» и «Чёрт в ратуше», 1861) и научные сочинения. Из оригинальных стихотворений Михаловского современники выделяли поэму «Три могилы» («Русская мысль», 1889).
Лауреат Пушкинской премии (1890, за переводы трагедий Шекспира).
Похоронен на Литераторских мостках Волковского кладбища в Санкт-Петербурге.